# Baby Smile
『Baby Smile』は、SOPHIAの36枚目のシングル。2009年5月6日にユニバーサルJよりリリースされた。

## 概要
前作より1年8ヶ月ぶりとなるシングル。表題曲「Baby Smile」は日本テレビ系『スッキリ!!』2009年5月度エンディングテーマ、および日本テレビ系『小熊のベア部屋』2009年5月度エンディングテーマに、カップリング曲「やめたりできない」は日本テレビ系『ぶらり途中下車の旅』エンディングテーマに起用された。

### 仕様
「ORIGINAL VERSION」「15th Anniversary」の2形態で発売。カップリング曲が異なり、「ORIGINAL VERSION」は「Baby Smile」のミュージックビデオを収録したDVD付き。

## チャート成績
- 2009年5月18日付のオリコン週間ランキングでは週間7位にランクインした[1]。

## ミュージック・ビデオ
監督は川村ケンスケ。

## 収録曲
ORIGINAL VERSION
1. Baby Smile
2. そして優しく
3. やめたりできない
4. Baby Smile (Instrumental)
5. そして優しく (Instrumental)
6. やめたりできない (Instrumental)

ORIGINAL VERSION　DVD
1. Baby Smile (Music Video)

15th Anniversary
1. Baby Smile
2. 街 -15th Anniversary ver.-
3. Baby Smile (Instrumental)
4. 街 -15th Anniversary ver.- (Instrumental)

## 収録作品
| 発売日        | タイトル                                      |
| ------------- | --------------------------------------------- |
| 2009年6月24日 | BAND AGE                                      |
| 2011年1月19日 | ALL SINGLES「A」                              |
| 2014年11月5日 | 20th ANNIVERSARY BEST III ADULT ＜2008-2013＞ |